# École nationale supérieure de physique de Grenoble
```
L'Ecole nationale supérieure de physique de Grenoble
 (ENSPG) a été créée  en 
1985
 par séparation de l'Ecole nationale supérieure d'électrotechnique et de génie physique (ENSEGP) en une Ecole nationale supérieure d'ingénieurs électriciens de Grenoble (ENSIEG) et  une Ecole nationale supérieure de physique (ENSPG). Ces deux écoles relevaient alors  de l'
Institut national polytechnique de Grenoble
 (INPG), aujourd'hui 
Grenoble INP
,présidé de 1981 à 1987  par Daniel Bloch, précédemment directeur de l'ENSEPG, lui-même à l'origine de la création de cette formation d'ingénieurs physiciens en 1967, Louis Néel étant alors président de l'INPG.  
```

```
L'
École nationale supérieure de physique de Grenoble
 (
ENSPG
) se définit alors comme une 
école d'ingénieurs française
 délivrant une formation généraliste d'ingénieur ainsi que des enseignements de haut niveau en physique de la matière, en génie nucléaire et énergétique et en instrumentation.
```

À la suite de la réforme des écoles de Grenoble-INP, intervenue à la rentrée 2008, l'ENSPG a été regroupée avec l'ENSERG et l'ENSEEG pour former l’École nationale supérieure de physique, électronique, matériaux (Phelma).

## Anciens élèves
- Aurélien Barrau, astrophysicien et philosophe
- Bruno Chareyron, directeur du laboratoire de la CRIIRAD
- Jean Therme, directeur du centre CEA de Grenoble.